# Francisco Peralta
Francisco Peralta Acero (Barcelona, España; 28 de septiembre de 1919-El Prat de Llobregat, España; 10 de mayo de 1991), deportivamente conocido como Peralta, fue un futbolista español que jugaba como delantero. Es el máximo goleador histórico del Club Gimnàstic de Tarragona en la Primera División de España.

## Trayectoria
De familia aragonesa, nació en el barrio de San Martín de Barcelona, pero se crio en El Prat de Llobregat, iniciando su carrera en la Unión Deportiva Prat, de los infantiles al primer equipo. Mientras estuvo realizando el servicio militar en Marruecos jugó en categoría regional con el Club Unión Juventud-Español de Melilla.
Su carrera como profesional se inició en 1942 en el Club Deportivo Málaga, con el que disputó un año en Segunda División y dos en Tercera División. La temporada 1945/46 fichó por el Fútbol Club Barcelona, con el que jugó únicamente partidos amistosos antes de marcharse cedido al Gimnàstic de Tarragona, de Segunda División, en diciembre de 1945. Rápidamente se convirtió en uno de los jugadores más destacados del equipo grana y, apenas un mes después de haberlo cedido, el FC Barcelona le repescó para reemplazar al lesionado delantero centro, Mariano Martín. El debut de Peralta en partido oficial con el FC Barcelona fue el 27 de enero de 1946, en un encuentro correspondiente a la 17.ª jornada de Liga contra el Atlético Aviación. Lesionado en este partido, Peralta únicamente volvió a jugar esa temporada con el equipo de reservas azulgrana.
La temporada siguiente regresó al «Nàstic». Ese año el club grana logró dos hitos históricos: el ascenso a Primera División y la disputa de las semifinales de la Copa del Generalísimo, torneo que Peralta se perdió por una lesión de menisco. El 21 de septiembre de 1947 fue uno de los once jugadores que disputaron el primer partido de la historia del Gimnàstic en Primera, en Sabadell (2-2), marcando los dos primeros goles de los tarraconenses en la máxima categoría. A lo largo de esa temporada completó otras actuaciones notables, como los cuatro goles que le marcó al CD Alcoyano, o su «hat-trick» en la histórica victoria de su equipo por 7-1 frente al Athletic Club. Terminó la temporada 1947/48 como segundo máximo goleador de la Liga, con 20 tantos en 22 partidos, sólo uno menos que el «Pichichi» Pahiño. Con esta marca Peralta sigue siendo, a día de hoy, el máximo goleador histórico del Gimnàstic de Tarragona en la Primera División.
Finalizado su contrato con el «Nàstic», la temporada 1948/49 firmó por dos años por otro recién ascendido, el Real Valladolid. En su primer año en Pucela fue titular indiscutible, participando en todos los partidos de liga, incluyendo el del debut de los castellanos en Primera División, el 12 de septiembre de 1948 en Bilbao (7-2), en el que marcó un gol. Empezó la temporada 1949/50 lesionado, tras resultar herido en un accidente de tráfico sufrido por el autocar del club durante un desplazamiento. Su protagonismo fue menor, en una temporada histórica para los vallisoletanos, que fueron subcampeones de invierno en la liga y finalistas de la Copa del Generalísimo. En total, Francisco Peralta marcó 10 goles en 34 partidos de liga en sus dos años en Valladolid.
El verano de 1950 fichó al UE Sant Andreu, que se estrenaba en Segunda División. En el club andresense volvió a formar delantera con Mariano Martín durante dos temporadas, jugando 41 partidos en los que anotó dos goles. En 1952 se marchó a otro club barcelonés, el CE Europa de Tercera División, finalizando su carrera en el CE Manresa, también en la categoría de bronce.

## Clubes
| Club                   | País   | Año       |
| ---------------------- | ------ | --------- |
| UD Prat                | España |           |
| CU Juventud-Español    | España | 1941-1942 |
| CD Málaga              | España | 1942-1945 |
| FC Barcelona           | España | 1945      |
| Gimnàstic de Tarragona | España | 1945-1946 |
| FC Barcelona           | España | 1946      |
| Gimnàstic de Tarragona | España | 1946-1948 |
| Real Valladolid        | España | 1948-1950 |
| UE Sant Andreu         | España | 1950-1952 |
| CE Europa              | España | 1952-1954 |
| CE Manresa             | España | 1954-1955 |

## Palmarés

### Campeonatos nacionales
| Título                   | Club      | País   | Año  |
| ------------------------ | --------- | ------ | ---- |
| Liga de Tercera División | CD Málaga | España | 1944 |